# Partido Justicialista
Partido Justicialista (PJ, ordagrant ”Justicialispartiet”; av spanskans justicia, ”rättvisa”), i folkmun även Partido Peronista (”Peronistpartiet”), är ett politiskt parti i Argentina, grundat 1946.

## Historia
Partido Justicialista grundades av Juan Perón 1946, genom en sammanslagning av flera politiska partier som ställt sig bakom honom i presidentvalet samma år, och med stöd från fackföreningen CGT. Sedan grundandet är partiet en av de ledande politiska krafterna i Argentina, med undantag för åren 1955–73, då partiet förbjöds efter en statskupp, samt under militärjuntan 1976–83.
Partiet representerar huvudfåran inom peronismen, och rymmer, likt peronismen i allmänhet, en mängd olika ideologiska inriktningar och fraktioner. Flera av de presidenter som representerat partiet har fört en politik som kan betecknas som mitten-vänster, med statliga åtgärder i ekonomin och fördelningspolitiska åtgärder till förmån för arbetarklassen; hit hör, förutom Perón själv, makarna Nestor och Cristina Fernández de Kirchner (president 2003–07 respektive 2007–15). På samma gång kom Carlos Menem, som var president 1989–99, att föra en nyliberal politik, med avregleringar och privatiseringar som betydande inslag.